# Thomas Zajac
Pour les articles homonymes, voir Zajac.
Thomas Zajac est un skipper autrichien né le 22 septembre 1985.

## Biographie
Il remporte avec Tanja Frank la médaille de bronze du Nacra 17 mixte aux Jeux olympiques d'été de 2016 à Rio de Janeiro. Lors de la cérémonie de clôture de ces jeux, il est porte-drapeau de la délégation autrichienne avec sa coéquipière.